# Cupa Africii pe Națiuni 2013
Cupa Africii pe Națiuni 2013 a fost cea de-a 29-a ediție a Cupei Africii pe Națiuni, campionatul fotbalistic al Africii organizat de Confederația Africană de Fotbal (CAF). Acesta s-a desfășurat între 19 ianuarie și 10 februarie 2013 în cinci orașe sud-africane. Trebuia să fie găzduită de Libia, dar o decizie a CAF a mutat turneul în Africa de Sud.
Nigeria a câștigat a treia Cupă a Africii pe Națiuni învingând în finală naționala statului Burkina Faso cu scorul de 1-0. Nigeria va participa la Cupa Confederațiilor FIFA 2013 dinn Brazilia, ca reprezentant de la CAF.

## Candidaturi
Cinci țări au fost puse pe lista scurtă pentru a găzdui turneul inclusiv o candidatură comună
- Angola
- Gabon /  Equatorial Guinea
- Libia
- Nigeria (Gazda de rezervă)

Alte țări care au candidat:
- Benin /  Central African Republic
- Botswana

Libia a fost aleasă să găzduiască turneul, dar revolta împotriva guvernului condus de Muammar Gaddafi a însemnat că organizarea turneului în Libia nu mai era fezabilă. În mai 2011, o sursă anonimă de la CAF a declarat: „CAF a decis să mute turneul în altă țară din cauza instabilității actuale din Libia”. Turneul a fost mutat în Africa de Sud, iar Libia va organiza turneul din 2017 pe care trebuia să îl organizeze Africa de Sud.

## Calificări
Un total de 47 de țări participă la calificări, inclusiv Africa de Sud, care s-a calificat automat. Libia nu a fost mai fost calificată automat, deoarece a pierdut dreptul de a organiza turneul. Multe echipe au reușit să se califice la un turneu final după o lungă absență. Gazdele sud-africane au revenit după o absență de 4 ani, Etiopia după o absență de 31 de ani (ultimul turneu la care au participat fiind cel din 1982), de asemenea Nigeria, Togo, RD Congo și Algeria vor reveni după ce nu au participat la turneul din 2012. Capul Verde va debuta la un turneu final.  Gabon, Guineea Ecuatorială , Libia, Senegal, Sudan, Guinea și Botswana sunt echipele ce au participat la CAN 2012 și nu au reușit să se califice pentru ediția 2013. Sudanul de Sud nu a fost eligibil pentru a participa la calificări deoarece nu era membru al CAF la data începerii preliminariilor.

### Națiuni calificate

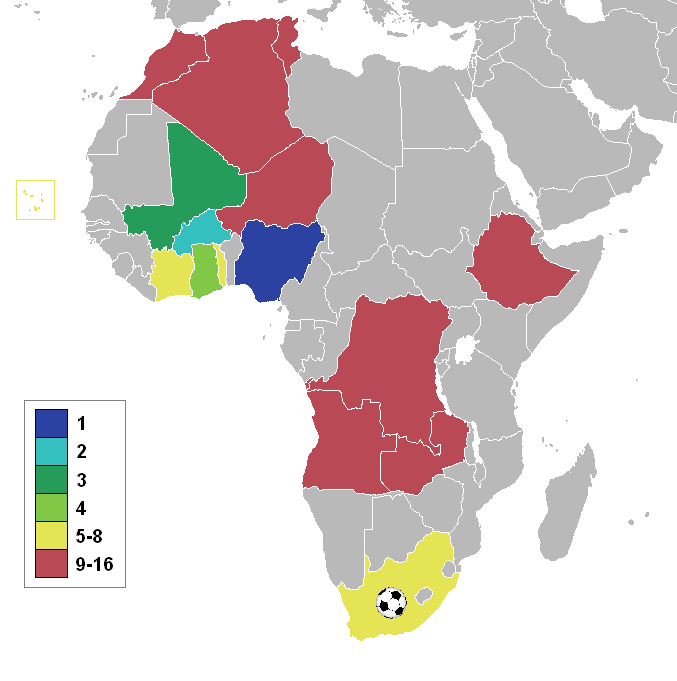
Harta Africii pe care sunt indicate naţiunile calificate şi faza competiţiei în care au ajuns.

| Țara             | Calificată ca                          | Data calificării   | Apariții anterioare†                                                                                                  |
| ---------------- | -------------------------------------- | ------------------ | --- |
| Africa de Sud    | Gazdă                                  | 28 septembrie 2012 | 7 (1996, 1998, 2000, 2002, 2004, 2006, 2008)                                                                          |
| Ghana            | Învingătoarea Malawiului               | 13 octombrie 2012  | 18 (1963, 1965, 1968, 1970, 1978, 1980, 1982, 1984, 1992, 1994, 1996, 1998, 2000, 2002, 2006, 2008, 2010, 2012)       |
| Mali             | Învingătoarea Botswanei                | 13 octombrie 2012  | 7 (1972, 1994, 2002, 2004, 2008, 2010, 2012)                                                                          |
| Zambia           | Învingătoarea Ugandei                  | 13 octombrie 2012  | 15 (1974, 1978, 1982, 1986, 1990, 1992, 1994, 1996, 1998, 2000, 2002, 2006, 2008, 2010, 2012)                         |
| Nigeria          | Învingătoarea Liberiei                 | 13 octombrie 2012  | 16 (1963, 1976, 1978, 1980, 1982, 1984, 1988, 1990, 1992, 1994, 2000, 2002, 2004, 2006, 2008, 2010)                   |
| Tunisia          | Învingătoarea Sierrei Leone            | 13 octombrie 2012  | 15 (1962, 1963, 1965, 1978, 1982, 1994, 1996, 1998, 2000, 2002, 2004, 2006, 2008, 2010, 2012)                         |
| Coasta de Fildeș | Învingătoarea Senegalului              | 13 octombrie 2012  | 19 (1965, 1968, 1970, 1974, 1980, 1984, 1986, 1988, 1990, 1992, 1994, 1996, 1998, 2000, 2002, 2006, 2008, 2010, 2012) |
| Maroc            | Învingătoarea Mozambicului             | 13 octombrie 2012  | 14 (1972, 1976, 1978, 1980, 1986, 1988, 1992, 1998, 2000, 2002, 2004, 2006, 2008, 2012)                               |
| Etiopia          | Învingătoarea Sudanului                | 14 octombrie 2012  | 9 (1957, 1959, 1962, 1963, 1965, 1968, 1970, 1976, 1982)                                                              |
| Capul Verde      | Învingătoarea Camerunului              | 14 octombrie 2012  | 0 (debut) |
| Angola           | Învingătoarea Zimbabwelui              | 14 octombrie 2012  | 6 (1996, 1998, 2006, 2008, 2010, 2012)                                                                                |
| Niger            | Învingătoarea Guineei                  | 14 octombrie 2012  | 1 (2012) |
| Togo             | Învingătoarea Gabonului                | 14 octombrie 2012  | 6 (1972, 1984, 1998, 2000, 2002, 2006)                                                                                |
| RD Congo         | Învingătoarea Guineei Ecuatoriale      | 14 octombrie 2012  | 15 (1965, 1968, 1970, 1972, 1974, 1976, 1988, 1992, 1994, 1996, 1998, 2000, 2002, 2004, 2006)                         |
| Burkina Faso     | Învingătoarea Republicii Centrafricane | 14 octombrie 2012  | 8 (1978, 1996, 1998, 2000, 2002, 2004, 2010, 2012)                                                                    |
| Algeria          | Învingătoarea Libiei                   | 14 octombrie 2012  | 14 (1968, 1980, 1982, 1984, 1986, 1988, 1990, 1992, 1996, 1998, 2000, 2002, 2004, 2010)                               |

† Aldin indică un în care au câștigat competiția
† Cursiv indică un în care au fost gazde

## Stadione
Asociația de Fotbal din Africa de Sud a anunțat că toate stadioanele care au participat la Campionatul Mondial de Fotbal 2010 vor putea candida la organizarea de meciuri la Cupa Africii pe Națiuni 2013. however a maximum of seven venues would be used. Lista finală a stadioanelor trebuia inițial anunțată pe 30 martie, dar a fost amânată pentru 4 aprilie, 20 aprilie și 3 mai 2012.
Arenele gazdă au fost anunțate la 4 mai 2012. FNB Stadium va găzdui finala și meciul de deschidere. Celelate stadione fiind Mbombela Stadium, Nelson Mandela Bay Stadium, Royal Bafokeng Stadium și Moses Mabhida Stadium. Temperatura maximă medie în orașele gazdă variază între 25,0 °C (77,0 °F) și 30,3 °C (86,5 °F).
| Johannesburg                                            | Johannesburg                                           | Durban                                         | Durban                                        | Port Elizabeth                                | Port Elizabeth                                |
| ------------------------------------------------------- | ------------------------------------------------------ | ---------------------------------------------- | --------------------------------------------- | --------------------------------------------- | --------------------------------------------- |
| FNB Stadium                                             | FNB Stadium                                            | Moses Mabhida Stadium                          | Moses Mabhida Stadium                         | Nelson Mandela Bay Stadium                    | Nelson Mandela Bay Stadium                    |
| 26°14′5.27″S 27°58′56.47″E / 26.2347972°S 27.9823528°E  | 26°14′5.27″S 27°58′56.47″E / 26.2347972°S 27.9823528°E | 29°49′46″S 31°01′49″E / 29.82944°S 31.03028°E  | 29°49′46″S 31°01′49″E / 29.82944°S 31.03028°E | 33°56′16″S 25°35′56″E / 33.93778°S 25.59889°E | 33°56′16″S 25°35′56″E / 33.93778°S 25.59889°E |
| Capacity: 94,700                                        | Capacity: 94,700                                       | Capacity: 54,000                               | Capacity: 54,000                              | Capacity: 48,000                              | Capacity: 48,000                              |
|                                                         |                                                        |                                                |                                               |                                               |                                               |
| JohannesburgDurban · Port ElizabethRustenburg Nelspruit |                                                        |                                                |                                               |                                               |                                               |
| Nelspruit                                               | Nelspruit                                              | Nelspruit                                      | Rustenburg                                    | Rustenburg                                    | Rustenburg                                    |
| 25°27′42″S 30°55′47″E / 25.46172°S 30.929689°E          | 25°27′42″S 30°55′47″E / 25.46172°S 30.929689°E         | 25°27′42″S 30°55′47″E / 25.46172°S 30.929689°E | 25°34′43″S 27°09′39″E / 25.5786°S 27.1607°E   | 25°34′43″S 27°09′39″E / 25.5786°S 27.1607°E   | 25°34′43″S 27°09′39″E / 25.5786°S 27.1607°E   |
| Mbombela Stadium                                        | Mbombela Stadium                                       | Mbombela Stadium                               | Royal Bafokeng Stadium                        | Royal Bafokeng Stadium                        | Royal Bafokeng Stadium                        |
| Capacity: 41,000                                        | Capacity: 41,000                                       | Capacity: 41,000                               | Capacity: 42,000                              | Capacity: 42,000                              | Capacity: 42,000                              |
|                                                         |                                                        |                                                |                                               |                                               |                                               |

- ^1Gazdă în timpul Cupa Africii pe Națiuni 1996
- ^2Stadion folosit în timpul Cupa Africii pe Națiuni 1996
- ^3Cu numele de "National Stadium"
- ^4Stadion care poate fi mărit
- ^5Toate capacitățile sunt aproximative

## Tragerea la sorți
Tragerea la sorți pentru turneul final a avut loc la 24 octombrie 2012 în Durban. Locurile A1 și C1 au fost alocate gazdelor (Africa de Sud) și deținătorilor trofeului (Zambia). Celelalte 14 naționale calificate au fost împărțite în urne valorice pe baza performanțelor de la ultimele 3 ediții ale competiției (2008, 2010 și 2012).
| Poziția ocupată        | Pct. acordate |
| ---------------------- | ------------- |
| Campionă               | 7             |
| Finalistă              | 5             |
| Semifinalistă          | 3             |
| Eliminată din sferturi | 2             |
| Eliminată din grupe    | 1             |

De asemenea s-a folosit un coeficient pentru a multiplica punctele obținute în fiecare ediție:
- Pentru ediția 2012 punctele obținute au fost multiplicate cu 3;
- Pentru ediția 2010 punctele obținute au fost multiplicate cu 2;
- Pentru ediția 2008 punctele obținute au fost multiplicate cu 1.

Acestea au fost urnele valorice, fiecare grupă a conținut câte o echipă din fiecare urnă:
| Urna 1                                                                                                  | Urna 2                                                              | Urna 3                                                                 | Urna 4                                                                  |
| --- | ------------------------------------------------------------------- | ---------------------------------------------------------------------- | ----------------------------------------------------------------------- |
| Africa de Sud (gazda; A1) · Zambia (campioana en-titre;C1) · Ghana (22 pct) · Coasta de Fildeș (22 pct) | Mali (12 pct) · Tunisia (10 pct) · Angola (9 pct) · Nigeria (8 pct) | Algeria (6 pct) · Burkina Faso (5 pct) · Maroc (4 pct) · Niger (3 pct) | Togo (2 pct) · Capul Verde (0 pct) · RD Congo (0 pct) · Etiopia (0 pct) |

## Arbitrii
Următorii arbitrii au fost aleși pentru Cupa Africii pe Națiuni 2013.
Arbitrii
| - Mohamed Benouza - Djamel Haimoudi - Néant Alioum - Noumandiez Doué - Gehad Grisha - Eric Otogo-Castane | - Bakary Gassama - Sylvester Kirwa - Hamada Nampiandraza - Koman Coulibaly - Ali Lemghaifry - Rajindraparsad Seechurn | - Bouchaib El Ahrach - Badara Diatta - Bernard Camille - Daniel Bennett - Slim Jedidi - Janny Sikazwe |

Arbitrii asistenți
| - Albdelhak Etchiali - Jerson Emiliano Dos Santos - Jean-Claude Birumushahu - Evarist Menkouande - Yanoussa Moussa - Yéo Songuifolo - Angesom Ogbamariam | - Theophile Vinga - Malik Alidu Salifu - Marwa Range - Balla Diarra - Redouane Achik - Arsénio Chadreque Marengula - Peter Edibe | - Félicien Kabanda - Djibril Camara - El Hadji Malick Samba - Zakhele Siwela - Ali Waleed Ahmed - Béchir Hassani - Anouar Hmila |

## Faza grupelor
Programul desfășurării turneului a fost anunțat la 8 septembrie 2012.
Criterii de departajare
În fotbal există mai multe metode de a departaja echipele cu un număr egal de puncte într-o grupă. Pentru turneul final al Cupei Africii pe Națiuni,
CAF folosește următorul sistem:
1. Cel mai mare număr de puncte obținute în toate cele trei meciuri din grupă;
2. Golaverajul realizat de fiecare echipă în toate meciurile din grupă;
3. Cel mai mare număr de goluri marcate în cele trei meciuri din grupă.
4. Cel mai mare număr de puncte obținute în meciurile din grupă între echipele aflate la egalitate;
5. Golaverajul rezultat din meciurile din grupă între echipele aflate la egalitate;
6. Cel mai mare număr de goluri marcate în meciurile din grupă de echipele aflate la egalitate;
7. Comitetul Organizatoric realizează o tragere la sorți pentru a determina echipele care promovează în faza următoare a competiției.

| Legenda culorilor din tabel                                         |
| ------------------------------------------------------------------- |
| Cele mai bine clasate două echipe avansează în sferturile de finală |
| Echipele de pe locul trei și patru sunt eliminate                   |

Toate orele sunt UTC+2(Ora Africii de Sud).

### Grupa A
| Echipa        | M | V | E | Î | GM | GP | G  | Pct |
| ------------- | - | - | - | - | -- | -- | -- | --- |
| Africa de Sud | 3 | 1 | 2 | 0 | 4  | 2  | +2 | 5   |
| Capul Verde   | 3 | 1 | 2 | 0 | 3  | 2  | +1 | 5   |
| Maroc         | 3 | 0 | 3 | 0 | 3  | 3  | 0  | 3   |
| Angola        | 3 | 0 | 1 | 2 | 1  | 4  | −3 | 1   |

| Africa de Sud | 0–0    | Capul Verde |
| ------------- | ------ | ----------- |
|               | Raport |             |

| Angola | 0–0    | Maroc |
| ------ | ------ | ----- |
|        | Raport |       |

| Africa de Sud           | 2–0    | Angola |
| ----------------------- | ------ | ------ |
| Sangweni 30' Majoro 62' | Raport |        |

| Maroc        | 1–1    | Capul Verde |
| ------------ | ------ | ----------- |
| El-Arabi 78' | Raport | Platini 36' |

| Maroc                   | 2–2    | Africa de Sud             |
| ----------------------- | ------ | ------------------------- |
| El Adoua 10' Hafidi 82' | Raport | Mahlangu 71' Sangweni 86' |

| Capul Verde                | 2–1    | Angola           |
| -------------------------- | ------ | ---------------- |
| F. Varela 81' Héldon 90+1' | Raport | Nando 33' (o.g.) |

### Grupa B
| Echipa   | M | V | E | Î | GM | GP | G  | Pct |
| -------- | - | - | - | - | -- | -- | -- | --- |
| Ghana    | 3 | 2 | 1 | 0 | 6  | 2  | +4 | 7   |
| Mali     | 3 | 1 | 1 | 1 | 2  | 2  | 0  | 4   |
| RD Congo | 3 | 0 | 3 | 0 | 3  | 3  | 0  | 3   |
| Niger    | 3 | 0 | 1 | 2 | 0  | 4  | −4 | 1   |

| Ghana                         | 2–2    | RD Congo                     |
| ----------------------------- | ------ | ---------------------------- |
| Agyemang-Badu 40' Asamoah 50' | Raport | Mputu 53' Mbokani 68' (pen.) |

| Mali      | 1–0    | Niger |
| --------- | ------ | ----- |
| Keita 84' | Raport |       |

| Ghana             | 1–0    | Mali |
| ----------------- | ------ | ---- |
| Wakaso 38' (pen.) | Raport |      |

| Niger | 0–0    | RD Congo |
| ----- | ------ | -------- |
|       | Raport |          |

| Niger | 0–3    | Ghana                     |
| ----- | ------ | ------------------------- |
|       | Raport | Gyan 6' Atsu 23' Boye 49' |

| RD Congo          | 1–1    | Mali             |
| ----------------- | ------ | ---------------- |
| Mbokani 3' (pen.) | Raport | Mah. Samassa 15' |

### Grupa C
| Echipa       | M | V | E | Î | GM | GP | G  | Pct |
| ------------ | - | - | - | - | -- | -- | -- | --- |
| Burkina Faso | 3 | 1 | 2 | 0 | 5  | 1  | +4 | 5   |
| Nigeria      | 3 | 1 | 2 | 0 | 4  | 2  | +2 | 5   |
| Zambia       | 3 | 0 | 3 | 0 | 2  | 2  | 0  | 3   |
| Etiopia      | 3 | 0 | 1 | 2 | 1  | 7  | −6 | 1   |

| Zambia        | 1–1    | Etiopia   |
| ------------- | ------ | --------- |
| Mbesuma 45+3' | Raport | Adane 65' |

| Nigeria     | 1–1    | Burkina Faso     |
| ----------- | ------ | ---------------- |
| Emenike 23' | Raport | Al. Traoré 90+4' |

| Zambia            | 1–1    | Nigeria     |
| ----------------- | ------ | ----------- |
| Mweene 85' (pen.) | Raport | Emenike 57' |

| Burkina Faso                                   | 4–0    | Etiopia |
| ---------------------------------------------- | ------ | ------- |
| Al. Traoré 34', 74' D. Koné 79' Pitroipa 90+5' | Raport |         |

| Burkina Faso | 0–0    | Zambia |
| ------------ | ------ | ------ |
|              | Raport |        |

| Etiopia | 0–2    | Nigeria                      |
| ------- | ------ | ---------------------------- |
|         | Raport | Moses 79' (pen.), 90' (pen.) |

### Grupa D
| Echipa           | M | V | E | Î | GM | GP | G  | Pct |
| ---------------- | - | - | - | - | -- | -- | -- | --- |
| Coasta de Fildeș | 3 | 2 | 1 | 0 | 7  | 3  | +4 | 7   |
| Togo             | 3 | 1 | 1 | 1 | 4  | 3  | +1 | 4   |
| Tunisia          | 3 | 1 | 1 | 1 | 2  | 4  | −2 | 4   |
| Algeria          | 3 | 0 | 1 | 2 | 2  | 5  | −3 | 1   |

| Coasta de Fildeș         | 2–1    | Togo           |
| ------------------------ | ------ | -------------- |
| Y. Touré 8' Gervinho 88' | Raport | J. Ayité 45+2' |

| Tunisia      | 1–0    | Algeria |
| ------------ | ------ | ------- |
| Msakni 90+1' | Raport |         |

| Coasta de Fildeș                       | 3–0    | Tunisia |
| -------------------------------------- | ------ | ------- |
| Gervinho 21' Y. Touré 87' Ya Konan 90' | Raport |         |

| Algeria | 0–2    | Togo                    |
| ------- | ------ | ----------------------- |
|         | Raport | Adebayor 31' Wome 90+3' |

| Algeria                         | 2–2    | Coasta de Fildeș    |
| ------------------------------- | ------ | ------------------- |
| Feghouli 64' (pen.) Soudani 70' | Raport | Drogba 77' Bony 81' |

| Togo      | 1–1    | Tunisia            |
| --------- | ------ | ------------------ |
| Gakpé 13' | Raport | Mouelhi 30' (pen.) |

## Faza eliminatorie
|  | Sferturi de finală           | Sferturi de finală      |                             |       | Semifinale  | Semifinale  |  |  | Finala                       | Finala |
|  |                              |                         |                             |       |             |             |  |  |                              |        |
|  | 2 februarie – Durban         |                         |                             |       |             |             |  |  |                              |        |
|  |                              |                         |                             |       |             |             |  |  |                              |        |
|  | Africa de Sud                | 1 (1)                   |                             |       |             |             |  |  |                              |        |
|  | Africa de Sud                | 1 (1)                   | 6 februarie – Durban        |       |             |             |  |  |                              |        |
|  | Mali (p)                     | 1 (3)                   |                             |       |             |             |  |  |                              |        |
|  | Mali (p)                     | 1 (3)                   | Mali                        | 1     |             |             |  |  |                              |        |
|  | 3 februarie – Rustenburg     |                         | Mali                        | 1     |             |             |  |  |                              |        |
|  |                              | Nigeria                 | 4                           |       |             |             |  |  |                              |        |
|  | Coasta de Fildeș             | Nigeria                 | 4                           | 1     |             |             |  |  |                              |        |
|  | Coasta de Fildeș             |                         | 10 februarie – Johannesburg | 1     |             |             |  |  |                              |        |
|  | Nigeria                      | 2                       |                             |       |             |             |  |  |                              |        |
|  | Nigeria                      | 2                       | Nigeria                     | 1     |             |             |  |  |                              |        |
|  | 3 februarie – Nelspruit      |                         | Nigeria                     | 1     |             |             |  |  |                              |        |
|  |                              | Burkina Faso            | 0                           |       |             |             |  |  |                              |        |
|  | Burkina Faso (d.p.)          | Burkina Faso            | 0                           | 1     |             |             |  |  |                              |        |
|  | Burkina Faso (d.p.)          | 6 februarie – Nelspruit |                             | 1     |             |             |  |  |                              |        |
|  | Togo                         | 0                       |                             |       |             |             |  |  |                              |        |
|  | Togo                         | 0                       | Burkina Faso (d.p.)         | 1 (3) | Finala mică | Finala mică |  |  |                              |        |
|  | 2 februarie – Port Elizabeth |                         | Burkina Faso (d.p.)         | 1 (3) | Finala mică | Finala mică |  |  |                              |        |
|  |                              | Ghana                   | 1 (2)                       |       |             |             |  |  |                              |        |
|  | Ghana                        | Ghana                   | 1 (2)                       | 2     | Mali        | 3           |  |  |                              |        |
|  | Ghana                        |                         |                             | 2     | Mali        | 3           |  |  |                              |        |
|  | Capul Verde                  | 0                       |                             | Ghana | 1           |             |  |  |                              |        |
|  | Capul Verde                  | 0                       |                             |       | 1           |             |  |  |                              |        |
|  |                              |                         |                             |       |             |             |  |  | 9 februarie – Port Elizabeth |        |
|  |                              |                         |                             |       |             |             |  |  |                              |        |

### Sferturi
| Ghana                    | 2 - 0  | Capul Verde |
| ------------------------ | ------ | ----------- |
| Wakaso 54' (pen.), 90+5' | Raport |             |

| Africa de Sud                           | 1 - 1 (d.p.) | Mali                            |
| --------------------------------------- | ------------ | ------------------------------- |
| Rantie 31'                              | Raport       | Keita 58'                       |
| Tshabalala · Furman · Mahlangu · Majoro | 1–3          | Diabaté · Tamboura · Ma. Traore |

| Coasta de Fildeș | 1 - 2  | Nigeria             |
| ---------------- | ------ | ------------------- |
| Tioté 50'        | Raport | Emenike 43' Mba 78' |

| Burkina Faso  | 1 - 0 (d.p.) | Togo |
| ------------- | ------------ | ---- |
| Pitroipa 105' | Raport       |      |

### Semifinale
| Mali          | 1 - 4  | Nigeria                                      |
| ------------- | ------ | -------------------------------------------- |
| C. Diarra 75' | Raport | Echiéjilé 25' Ideye 30' Emenike 44' Musa 60' |

| Burkina Faso                                 | 1 - 1 (d.p.) | Ghana                                           |
| -------------------------------------------- | ------------ | ----------------------------------------------- |
| Bancé 60'                                    | Raport       | Wakaso 13' (pen.)                               |
| B. Koné · H. Traoré · Paul Koulibaly · Bancé | 3 – 2        | Vorsah · Atsu · Afful · Clottey · Agyemang-Badu |

### Finala mică
| Mali                                       | Meciul 31 | Ghana       |
| ------------------------------------------ | --------- | ----------- |
| Mah. Samassa 21' Keita 48' S. Diarra 90+4' | Raport    | Asamoah 82' |

### Finală
| Nigeria | 1 - 0  | Burkina Faso |
| ------- | ------ | ------------ |
| Mba 40' | Raport |              |

| Campionii Cupei Africii pe Națiuni 2013 |
| --------------------------------------- |
| · Nigeria · Al III-lea titlu            |

## Premii
Următoarele premii au fost acordate jucătorilor ce au evoluat la acest turneu:
Jucătorul turneului Orange
- Jonathan Pitroipa

Golgheterul turneului Pepsi
- Emmanuel Emenike

Jucătorul fair play Samsung
- Victor Moses

Golul turneului Nissan
- Youssef Msakni în meciul cu Algeria

Echipa turneului
| Portar          | Fundași                       | Mijlocași                                                                 | Atacanți                      |
| --------------- | ----------------------------- | ------------------------------------------------------------------------- | ----------------------------- |
| Vincent Enyeama | Bakary Koné Nando Efe Ambrose | Jonathan Pitroipa Wakaso Mubarak Seydou Keita John Obi Mikel Victor Moses | Asamoah Gyan Emmanuel Emenike |

## Marcatori
4 goluri
| - Emmanuel Emenike | - Wakaso Mubarak |  |

3 goluri
| - Alain Traoré | - Seydou Keita |  |

2 goluri
| - Jonathan Pitroipa - Dieumerci Mbokani - Gervinho | - Yaya Touré - Kwadwo Asamoah - Mahamadou Samassa | - Sunday Mba - Victor Moses - Siyabonga Sangweni |

1 gol
| - Sofiane Feghouli - El Arbi Hillel Soudani - Aristide Bancé - Djakaridja Koné - Platini - Héldon Ramos - Fernando Varela - Trésor Mputu - Wilfried Bony - Didier Drogba - Cheick Tioté - Didier Ya Konan | - Adane Girma - Emmanuel Agyemang-Badu - Christian Atsu Twasam - John Boye - Asamoah Gyan - Cheick Fantamady Diarra - Sigamary Diarra - Issam El Adoua - Youssef El-Arabi - Abdelilah Hafidi - Uwa Elderson Echiéjilé - Brown Ideye | - Ahmed Musa - May Mahlangu - Lehlohonolo Majoro - Tokelo Rantie - Emmanuel Adebayor - Jonathan Ayité - Serge Gakpé - Dové Wome - Khaled Mouelhi - Youssef Msakni - Collins Mbesuma - Kennedy Mweene |